# Rugby Americas North Cup 2017
El Rugby Americas North Cup de 2017 fue la 3° edición del torneo de segunda división que organiza la federación norteamericana (RAN).

## Equipos participantes
- Selección de rugby de Bahamas
- Selección de rugby de Islas Turcas y Caicos (The Flamingos)
- Selección de rugby de República Dominicana

## Resultados

### Posiciones
| Pos. | Equipo                | Encuentros | Encuentros | Encuentros | Encuentros | Tantos  | Tantos    | Tantos     | Puntos Bonus | Puntos Totales |
| Pos. | Equipo                | jugados    | ganados    | empatados  | perdidos   | a favor | en contra | diferencia | Puntos Bonus | Puntos Totales |
| ---- | --------------------- | ---------- | ---------- | ---------- | ---------- | ------- | --------- | ---------- | ------------ | -------------- |
| 1    | Islas Turcas y Caicos | 2          | 2          | 0          | 0          | 50      | 34        | + 16       | 1            | 9              |
| 2    | Bahamas               | 2          | 1          | 0          | 1          | 59      | 31        | + 28       | 2            | 6              |
| 3    | República Dominicana  | 2          | 0          | 0          | 2          | 20      | 64        | - 44       | 0            | 0              |

Nota: Se otorgan 4 puntos al equipo que gane un partido y 2 al que empate
Puntos Bonus: 1 punto por convertir 4 tries o más en un partido y 1 al equipo que pierda por no más de 7 tantos de diferencia
| 6 de mayo | Islas Turcas y Caicos | 24 - 15 | República Dominicana | Meridian Field, Providenciales |  |
|           |                       | Reporte |                      |                                |  |

| 20 de mayo 15:00 | Bahamas | 19 - 26 | Islas Turcas y Caicos | Winton Rugby Centre, Nassau |  |
|                  |         | Reporte |                       |                             |  |

| 3 de junio 15:00 | República Dominicana | 5 - 40  | Bahamas |  |  |
|                  |                      | Reporte |         |  |  |

| Bandera de Islas Turcas y Caicos |
| Campeón Islas Turcas y Caicos    |
|                                  |